# Itaguaí
Itaguaí, amtlich Município de Itaguaí, ist eine Großstadt im brasilianischen Bundesstaat Rio de Janeiro und liegt etwa 13 m über dem Meeresspiegel, 75 km westlich der Hauptstadt an der BR-101, die Rio de Janeiro mit Santos verbindet. Die Bevölkerung lag 2021 laut einer Schätzung bei 136.547 Personen, die Itaguaienser (itaguaienses) genannt werden. Die Fläche umfasst rund 273,4 km².

## Allgemeines

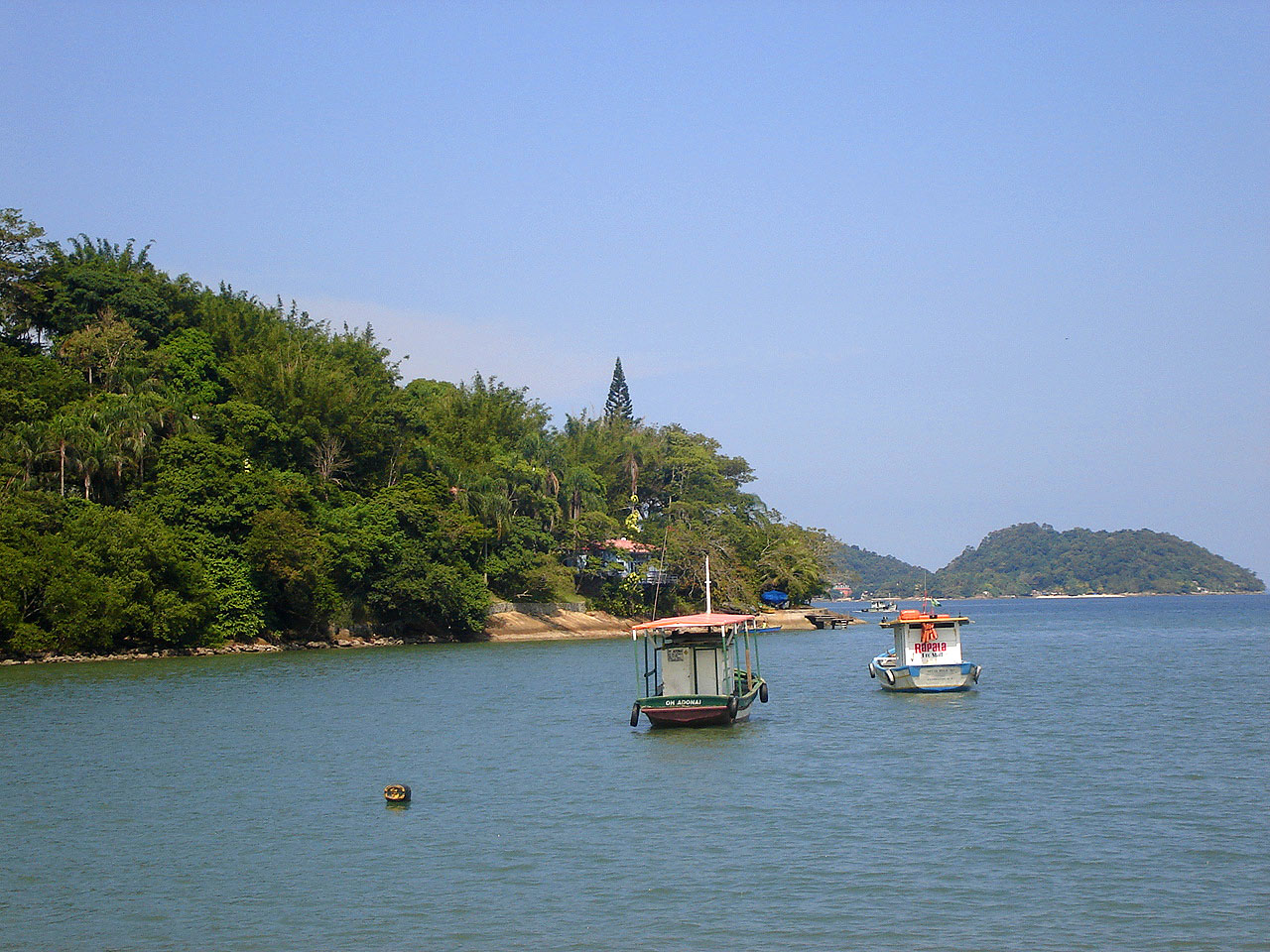
Ilha da Madeira bei Itaguaí

Die Nachbargemeinden von Itaguaí sind Mangaratiba, Rio Claro, Piraí, Paracambi, Seropédica und Rio de Janeiro.
Die zwischen der Sepetiba-Bucht und dem atlantischen Regenwald gelegene Stadt wurde 1688 gegründet und besitzt seit 1982 einen Seehafen. Zu den Hauptumschlagsgütern gehört Aluminiumoxid. Die Stadt versucht derzeit, den Aufbau einer metallurgischen Industrie zu forcieren.
Derzeit gilt Itaguaí als eines der ärmsten Gebiete des Ballungsraumes der Stadt Rio de Janeiro. Der Ort wird auch von vielen Arbeitnehmern der Zona Oeste (westlichen Zone) von Rio de Janeiro als Schlafstadt genutzt. Sie ist Teil der Metropolregion Rio de Janeiro.
Itaguaí ist seit 1980 Sitz des römisch-katholischen Bistums Itaguaí. Hauptkirche ist die Kathedrale São Francisco Xavier.

## Kommunalpolitik
Stadtpräfekt war seit der Kommunalwahl 2016 für die Amtszeit 2017 bis 2020 Carlo Busatto Junior (Charlinho) des Partido do Movimento Democrático Brasileiro (PMDB). Er wurde bei der Kommunalwahl 2020 von Rubem Vieira de Souza, genannt Dr. Rubão, der Partei Podemos für die Amtszeit von 2021 bis 2024 abgelöst.
Itaguaí ist in 49 Stadtviertel (portugiesisch bairros) gegliedert.
| - Amendoeira - Brisa Mar - Caçador - Califórnia - Centro - Chapero - Código Especial - Coroa Grande - Engenho - Estrela Ceu - Estrela do Ceu - Fazenda Caxias - Ibirapitanga - Ilha da Madeira - Ilha Madeira - Independência - Inoe - Itaguai - Jardim América - Jardim Laia - Jardim Mar - Jardim Maracanã - Jardim Veda - Mazomba - Monte Serrat | - Parque Campo Lindo - Parque Independência - Parque Primavera - Piranema - Reta Santa Cruz - Santa Cândida - Santa Rosa - Santa Sofia - Santana - São Francisco Xavier - São José - São Miguel - São Salvador - Seropedica - Somel - Teixeiras - Vila Geni - Vila Geny - Vila Ibirapitanga - Vila Ibirapitinga - Vila Margarida - Vila Paraíso - Vista Alegre - Weda |

## Wirtschaft und Hafen
Itaguaí liegt an der Baía de Sepetiba und verfügt über einen Tiefwasserhafen auf der Ilha da Madeira, der zwischen Itaguaí und Santa Cruz liegt. Im Hafen befinden sich die folgenden Seehafen-Terminals:
- Kohle-Terminal – TCV, da Companhia Siderúrgica Nacional S/A.
- Containerterminal – TCS, da Sepetiba Tecon S/A.
- Erz-Terminal – TM1, von CPBS – Companhia Portuária Baía de Sepetiba S/A.
- Aluminium-Terminal – TAL, von Valesul Alumínio S/A.

sowie eine Eisenerzverladestelle für supergroße Massengutschiffe (privater Terminal):
- Terminal Ilha Guaíbra von MBR Minerações Brasileiras Reunidas S/A (der sich allerdings in südlicher Richtung auf einer Insel zwischen Itaguaí und Mangaratiba befindet).

Der Hafen von Sepetiba wurde 1982 fertiggestellt. Organisatorisch gehört der Hafen zu der Organisation Companhia Docas do Rio de Janeiro ist aber inzwischen privatisiert worden.
Von hier aus verschifft das Stahlwerk Companhia Siderúrgica Nacional (CSN) seine Produkte in alle Welt, die hierher mit der Bahn von Volta Redonda transportiert werden. Der Gleisanschluss ist eingleisig und verbindet mit der  Hauptschienenverbindung zwischen den Zentren Rio de Janeiro und São Paulo. Die Terminals TCV, TCS und CPBS werden auch von CSN selbst betrieben.
Sepetiba ist einer der wenigen echten Tiefwasserhäfen der Küste (16 Meter Tiefgang).
Im Juli 2010 begann die Firma LLX (die 2013 in Prumo umfirmierte) mit dem Bau eines Tiefwasserhafens, über den die Produkte des Bergbauunternehmens MMX abtransportiert werden sollten. Aufgrund finanzieller Probleme verkaufte der Unternehmer Eike Batista im Oktober 2013 die Mehrheit an diesem Hafenprojekt an die Mubadala Development Company mit Sitz in Abu Dhabi und die niederländische Trafigura Group.
Der Park Albanoel des Politikers Albano Reis befand sich in Itaguaí. Reis kam 2004 bei einem Autounfall vor seinem Park ums Leben. In der Folge wurde der Park geschlossen und verfällt. Heute finden auf dem Gelände Airsoft-Spiele statt.

## Sport
Fußballverein ist der 1947 gegründete Itaguaí Atlético Clube, der zeitweilig als Drittligist bei der Staatsmeisterschaft von Rio de Janeiro spielte.

## Persönlichkeiten
- Bidu Sayão (1902–1999), Opernsängerin (Sopran) ist in Itaguaí geboren.
- Albano Reis (1944–2004), Politiker und Themenparkbesitzer; besaß einen Themenpark in Itaguaí.